# Tour of Oman 2016
Die 7. Tour of Oman 2016 ist ein Etappenrennen in Oman und fand vom 16. bis zum 21. Februar 2016 statt und war Teil der UCI Asia Tour 2016 und dort in der Kategorie 2.HC eingestuft.

## Teilnehmende Mannschaften
| WorldTeams (9)- AG2R La Mondiale - Astana - BMC Racing Team - Dimension Data - Etixx-Quick Step - Giant-Alpecin - Katusha - Lampre-Merida - Lotto NL-Jumbo Professional Continental Teams (9)- Bora-Argon 18 - CCC Sprandi Polkowice - Drapac - Fortuneo-Vital Concept - Roompot-Oranje Peloton - Stölting Service Group - Topsport Vlaanderen-Baloise - UnitedHealthcare - Wanty-Groupe Gobert |
| |

## Etappen
| Etappe    | Datum    | Etappenorte                    | type              | Länge (km) | Etappensieger        | Gesamtführender      |
| --------- | -------- | ------------------------------ | ----------------- | ---------- | -------------------- | -------------------- |
| 1. Etappe | 16. Feb. | Maskat – Al Bustan             | Hügelige Etappe   | 145,5      | Bob Jungels          | Bob Jungels          |
| 2. Etappe | 17. Feb. | Sib – Qurayyat                 | Hügelige Etappe   | 162        | Edvald Boasson Hagen | Edvald Boasson Hagen |
| 3. Etappe | 18. Feb. | Al Sawadi – An Naseem Park     | Flachetappe       | 176,5      | Alexander Kristoff   | Edvald Boasson Hagen |
| 4. Etappe | 19. Feb. | Maskat – al-Dschabal al-Achdar | Hochgebirgsetappe | 180        | Vincenzo Nibali      | Vincenzo Nibali      |
| 5. Etappe | 20. Feb. | Sifah – Maskat                 | Hügelige Etappe   | 119,5      | Edvald Boasson Hagen | Vincenzo Nibali      |
| 6. Etappe | 21. Feb. | Maskat – Matrah                | Flachetappe       | 130,5      | Alexander Kristoff   | Vincenzo Nibali      |

## Gesamtwertung
| \| Gesamtwertung \| Gesamtwertung \| Gesamtwertung \| Gesamtwertung \| Gesamtwertung \| \| Fahrer \| Fahrer \| Land \| Team \| Zeit \| \| ------------- \| -------------------- \| ------------- \| --------------------------- \| ---------------- \| \| 1. \| Vincenzo Nibali \| Italien \| Astana \| 22 h 25 min 25 s \| \| 2. \| Romain Bardet \| Frankreich \| AG2R La Mondiale \| + 15 s \| \| 3. \| Jakob Fuglsang \| Dänemark \| Astana \| + 24 s \| \| 4. \| Tom Dumoulin \| Niederlande \| Giant-Alpecin \| + 40 s \| \| 5. \| Rui Costa \| Portugal \| Lampre-Merida \| + 54 s \| \| 6. \| Edvald Boasson Hagen \| Norwegen \| Dimension Data \| + 1 min 06 s \| \| 7. \| Brendan Canty \| Australien \| Drapac Professional Cycling \| + 1 min 31 s \| \| 8. \| Domenico Pozzovivo \| Italien \| AG2R La Mondiale \| + 1 min 38 s \| \| 9. \| Merhawi Kudus \| Eritrea \| Dimension Data \| + 1 min 56 s \| \| 10. \| Gianluca Brambilla \| Italien \| Etixx-Quick Step \| + 1 min 59 s \| |                      |             |                             |                  |
| |                      |             |                             |                  |
| Quellen: ProCyclingStats Cycling Quotient Cycling Archives |                      |             |                             |                  |
| Gesamtwertung |                      |             |                             |                  |
| Fahrer | Fahrer               | Land        | Team                        | Zeit             |
| 1. | Vincenzo Nibali      | Italien     | Astana                      | 22 h 25 min 25 s |
| 2. | Romain Bardet        | Frankreich  | AG2R La Mondiale            | + 15 s           |
| 3. | Jakob Fuglsang       | Dänemark    | Astana                      | + 24 s           |
| 4. | Tom Dumoulin         | Niederlande | Giant-Alpecin               | + 40 s           |
| 5. | Rui Costa            | Portugal    | Lampre-Merida               | + 54 s           |
| 6. | Edvald Boasson Hagen | Norwegen    | Dimension Data              | + 1 min 06 s     |
| 7. | Brendan Canty        | Australien  | Drapac Professional Cycling | + 1 min 31 s     |
| 8. | Domenico Pozzovivo   | Italien     | AG2R La Mondiale            | + 1 min 38 s     |
| 9. | Merhawi Kudus        | Eritrea     | Dimension Data              | + 1 min 56 s     |
| 10. | Gianluca Brambilla   | Italien     | Etixx-Quick Step            | + 1 min 59 s     |

## Wertungsübersicht
| Etappe         | Etappensieger        | Gesamtwertung ·      | Punktewertung ·      | Nachwuchswertung · | Kombinationswertung ·      | Teamwertung         |
| -------------- | -------------------- | -------------------- | -------------------- | ------------------ | -------------------------- | ------------------- |
| 1              | Bob Jungels          | Bob Jungels          | Bob Jungels          | Bob Jungels        | Amaury Capiot              | Team Dimension Data |
| 2              | Edvald Boasson Hagen | Edvald Boasson Hagen | Edvald Boasson Hagen | Patrick Konrad     | Amaury Capiot              | Team Dimension Data |
| 3              | Alexander Kristoff   | Edvald Boasson Hagen | Edvald Boasson Hagen | Patrick Konrad     | Kenny Dehaes               | Team Dimension Data |
| 4              | Vincenzo Nibali      | Vincenzo Nibali      | Vincenzo Nibali      | Brendan Canty      | Kenny Dehaes               | Team Dimension Data |
| 5              | Edvald Boasson Hagen | Vincenzo Nibali      | Edvald Boasson Hagen | Brendan Canty      | Jacques Janse van Rensburg | Team Dimension Data |
| 6              | Alexander Kristoff   | Vincenzo Nibali      | Edvald Boasson Hagen | Brendan Canty      | Jacques Janse van Rensburg | Team Dimension Data |
| Wertungssieger | Wertungssieger       | Vincenzo Nibali      | Edvald Boasson Hagen | Brendan Canty      | Jacques Janse van Rensburg | Team Dimension Data |